# Tiergarten Nürnberg mit Schmausenbuck
Tiergarten Nürnberg mit Schmausenbuck este o arie protejată (arie specială de conservare — SAC, sit de importanță comunitară — SCI) din Germania întinsă pe o suprafață de 620,99 ha, integral pe uscat.

## Localizare
Centrul sitului Tiergarten Nürnberg mit Schmausenbuck este situat la coordonatele 49°27′00″N 11°10′31″E / 49.45°N 11.1753°E.

## Înființare
Situl Tiergarten Nürnberg mit Schmausenbuck a fost declarat sit de importanță comunitară în noiembrie 2004 pentru a proteja 2 specii de animale. Situl a fost protejat și ca arie specială de conservare în aprilie 2016.

## Biodiversitate
Situată în ecoregiunea continentală, aria protejată conține 2 habitate naturale: Păduri de fag Luzulo-Fagetum, Păduri aluvionare cu Alnus glutinosa și Fraxinus excelsior (Alno-Padion, Alnion incanae, Salicion albae).
La baza desemnării sitului se află mai multe specii protejate:
- mamifere (1): liliac cu urechi mari (Myotis bechsteinii)
- nevertebrate (1): Osmoderma eremita Complex